# 成人紙尿片
成人纸尿布是为成年人特别制作的尿布。使用成人纸尿布可能有多种原因，比如失禁、行动不便、严重腹泻和痴呆症。成人纸尿裤有许多形式，包括传统片式纸尿裤的样式、内裤式和类似于女性卫生巾的吸收垫（称为失禁垫）。成人纸尿布的主要成分通常是超吸收性聚合物。

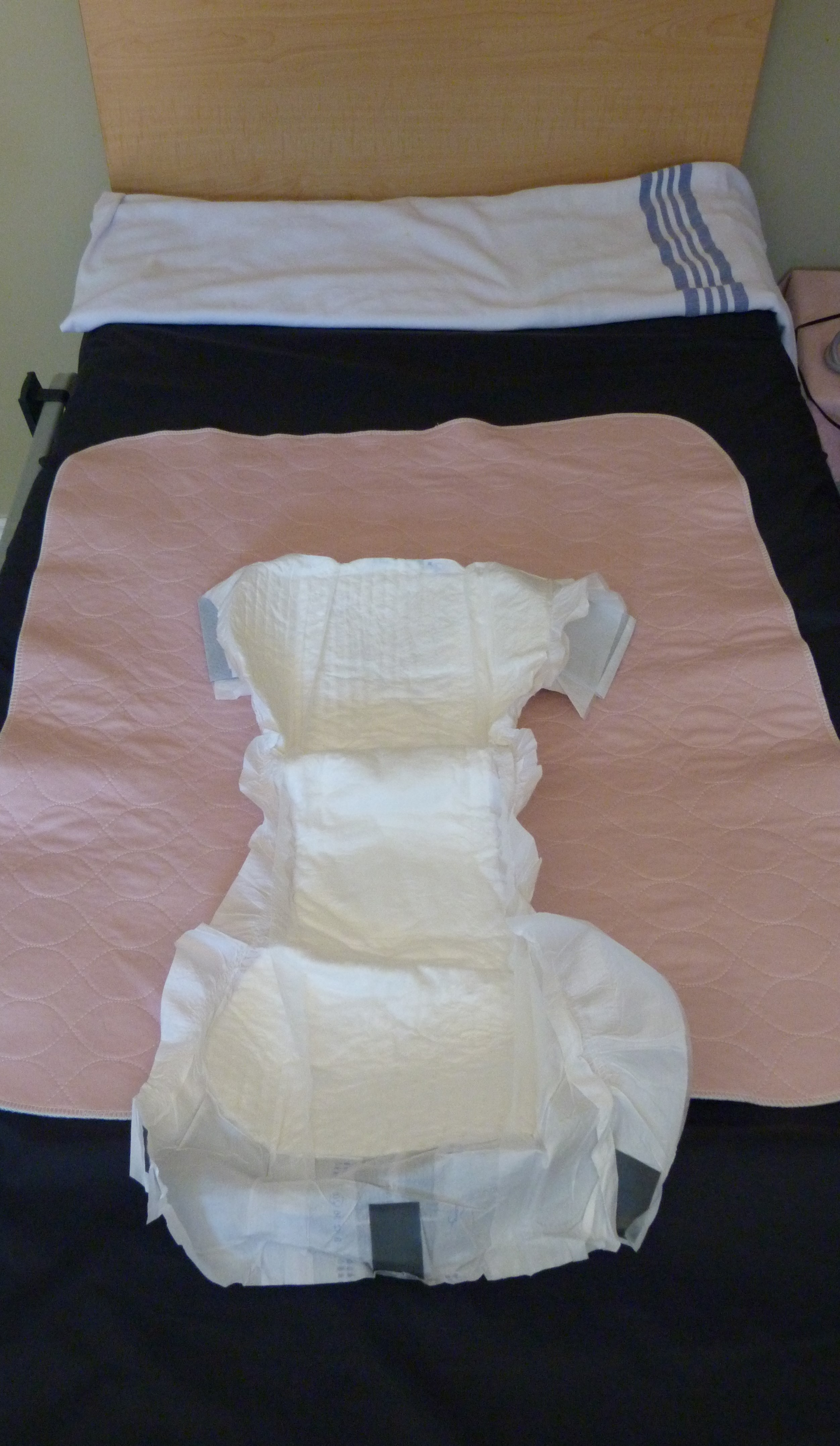
一个展开的成人纸尿布

## 用途

### 健康原因
患有疾病而导致大小便失禁的人往往需要使用尿布或相似产品，因为他们无法自主控制自己的膀胱和排便行为。卧床不起或坐轮椅的人（就算是他们对于排便有正常的控制能力），也可能因为无法独立上厕所而使用尿布。认知障碍人士（例如患有失智症的人群）可能也需要穿尿布，因为他们不知道自己要去上厕所。
每种尿布款式的容量和尺寸都不一样。消耗量最大的产品是吸收力较低的产品，即使用的是传统式尿布，用的也是最便宜、吸收力最差的品牌。然而这并不是因为人们愿意使用质量比较差的尿布，而是因为医疗机构才是尿布的最大消费群体，并且一般需要每两小时给病人换一次尿布。因此，医疗机构选择的是满足病人们频繁更换需求的产品，而不是可以穿得更久更舒适的产品。
游泳或泳池治疗时需要用一种特殊的尿裤（游泳用尿裤），主要用于治疗大便失禁，但也可用于临时尿液遏制，在从更衣室转移到泳池时保证穿戴者的隐私。
醫院裏的昏迷病人也會穿尿布。

### 航天任务
宇航员在升空和着陆过程中会穿上类似于短裤的尿布，称为“最大吸收力尿布（又称MAG）”。每个机组成员都会收到三条尿布，分别用于发射、返回和一条备用的尿布。 这种尿布中使用的超级吸收性物质可以容纳其自身重量的400倍，目的是为了让阿波罗计划的宇航员能够在太空行走和舱外活动中至少停留六个小时。 最初只有女性宇航员会穿尿布，因为男性使用的尿液收集装置不适合女性使用；然而有关MAG舒适性和有效性的报告最终却说服了男性宇航员开始穿这种尿布。在美国宇航员丽莎·诺瓦克因绑架等罪被捕后，公众对宇航员尿布的认知开始明显提高。当时警方报道她穿着尿布开了1500公里的车，因为这样她就不必停车下来小便。尽管诺瓦克最后否认她穿了尿布，但这件事还是被列入了纪录片《法律与秩序：犯罪意图》之中。

### 恋尿布
婴儿学家和恋尿癖者也可能为了舒适、性满足、时尚或情感原因而穿尿布。

### 其他原因
由于无法使用厕所，或不允许使用厕所的时间超过正常膀胱所能承受的时间而穿戴尿布的其他情况包括：
- 必须坚守岗位且不允许离开岗位的警卫；因此尿布也被戏称为“看守人的小便池”[4]。

- 长期以来，人们一直都建议立法者在长时间拉布之前穿上尿布[4][10][11]。

- 一些即将被处决的死囚会穿上“行刑尿布”，以收集他们死时和死后的排泄物[4][12]。

- 穿着潜水服潜水的人也可能会穿上尿布，因为他们要在水下连续呆上几个小时[13]。

- 飞行员在进行长途飞行时也可能穿尿布[14]。

- 2003年，各行各业的工作者因为老板不允许他们在工作时间上厕所而采取了穿尿布的做法。一位女士还说到：“我不得不为这种做法浪费自己10%的工资去买尿布[15]”。

- 在农历新年旅游旺季，尿布是避免铁路列车上排长队上厕所的一种流行方式[16]。

- 在2019冠状病毒病疫情期间，中国民航局曾经建议乘务员穿上一次性成人尿布，尽可能减少上厕所的次数（除非有特殊情况），以避免在飞机上工作时的感染风险[17]。

- 在纽约市的节假日期间（如除夕夜），人们会穿上纸尿布，这样他们就能在位置不被占的情况下排便。
- 在演唱會等大型演藝活動中，部分觀眾或會穿上纸尿布，以盡可能避免離開座位上厕所期間錯過舞台上的演出。